# Wybory parlamentarne w Szwecji w 1968 roku
Wybory parlamentarne w Szwecji odbyły się 15 września 1969.
Frekwencja wyborcza wyniosła 89,48%. Oddano 4 861 901 głosów ważnych oraz  32 605 głosów pustych lub nieważnych.
Wybory 1969 roku były wyborami gdzie socjaldemokraci uzyskali większość bezwzględną. Po tym zwycięstwie premier Tage Erlander 14 października 1969 roku po 23 letnim nieprzerwanym urzędowaniu zrzekł się urzędu pierwszego ministra (premier).

## Wyniki wyborów
| Lista                                          | Liczba głosów | % głosów | Liczba mandatów |
| ---------------------------------------------- | ------------- | -------- | --------------- |
| Szwedzka Socjaldemokratyczna Partia Robotnicza | 2 420 242     | 50,12    | 125             |
| Partia Centrum                                 | 778 818       | 16,13    | 39              |
| Ludowa Partia Liberałów                        | 724 899       | 15,01    | 34              |
| Partia Prawicowa                               | 670 478       | 13,88    | 32              |
| Partia Lewicy - Komuniści                      | 145 172       | 3,01     | 3               |
| Chrześcijańscy Demokraci                       | 72 411        | 1,50     | 0               |
| inni                                           | 17 276        | 0,36     | 0               |
| Razem                                          | 4 829 296     | 100      | 233             |